# 옥천 용암사 마애여래입상
옥천 용암사 마애여래입상(沃川 龍岩寺 磨崖如來立像)은 충청북도 옥천군 옥천읍 삼청리, 용암사에 있는 마애불이다. 1976년 12월 21일 충청북도의 유형문화재 제17호로 지정되었다.

## 개요
신라 진흥왕 13년(552)에 창건한 용암사에 있는 마애불로 방 모양으로 암벽을 파고 그 안에 불상을 도드라지게 새겼는데, 붉은 바위색이 퍽 인상적인 작품이다.
사찰에서는 마의태자상이라고 하는데 마의태자를 추모하였던 신라 도공의 후손이 염불하는 태자의 모습을 그리워하며 미륵불을 조각하였다고 한다. 이 마애불은 영험이 있어 기도하면 이루어지지 않는 것이 없다고 전한다.
발을 좌우로 벌리고 연꽃대좌 위에 서 있으며, 가늘고 긴 눈, 작은 입, 가는 코 등이 묘사된 얼굴에는 파격적인 미소에도 불구하고 도식화된 모습이 보인다. 이러한 도식적인 표현은 갖다 붙인 듯한 팔과 V자형의 규칙적인 옷주름, 좌우로 힘없이 표현된 옷자락 등 신체의 세부표현에서도 보이고 있어 세련된 통일신라 조각이 형식화되어 감을 알 수 있다.
결국 이 불상은 통일신라시대의 세련된 조각기법이 형식화되던 시기에 나타난 도식화된 작품으로 보인다.

## 참고 자료
- 옥천 용암사 마애여래입상 - 국가유산청 국가유산포털